# Simbionti delle Nepenthes
I simbionti delle Nepenthes sono degli organismi che vivono all'interno degli ascidi delle piante carnivore del genere Nepenthes. 

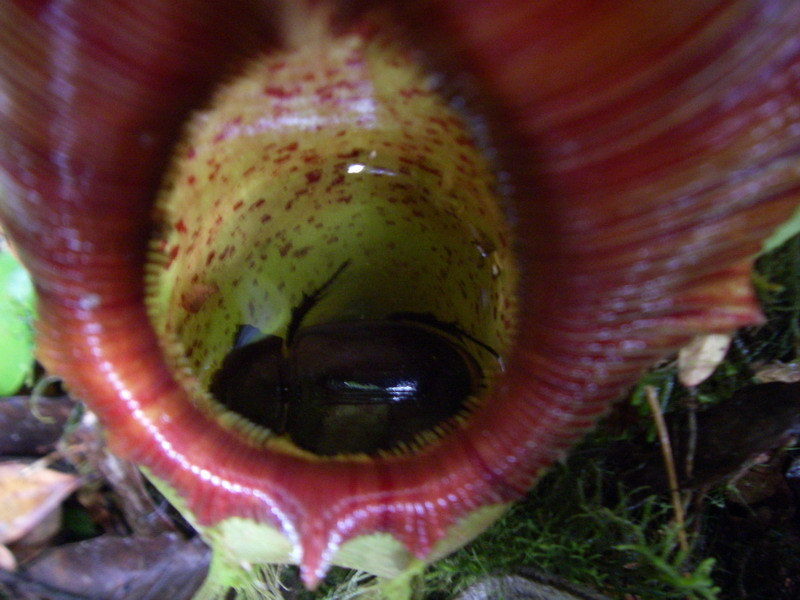
Gli insetti annegati nella trappola, come questo coleottero catturato da Nepenthes ovata, costituiscono fonte di nutrimento per l'infauna.

Tra questi organismi, i più frequenti sono larve di mosche e zanzare, ragni, formiche, acari ed anche il granchio Geosesarma malayanum. I predatori più numerosi e più comuni all'interno degli ascidi sono le larve di zanzara, che predano un grande numero di altre larve durante il loro sviluppo. Alcune di esse sono così specializzate che si ritrovano esclusivamente all'interno degli ascidi delle Nepenthes, e per questo motivo sono state chiamate nepenthebionti.
Le diverse relazioni esistenti tra questi organismi e il loro ospite non sono ancora state del tutto comprese. Non è ancora ben chiaro se essi "rubino" le prede alle piante o se instaurino dei rapporti simbiotici con esse.
Secondo Clarke, il mutualismo è il rapporto più probabile: l'infauna riceve protezione e cibo dalla pianta, mentre questa beneficia dei prodotti della digestione degli organismi ospitati.

## Classificazione

### Nepenthebionti
I nepenthebionti sono animali specializzati a vivere all'interno degli ascidi delle Nepenthes e sono totalmente dipendenti da essi almeno in uno stadio della loro vita. Molte specie di larve di zanzara ricadono in questa categoria. Esempi sono Culex rajah e Toxorhynchites rajah, che vivono all'interno della N. rajah insieme alle specie affini Culex jenseni e Uranotaenia moultoni.

### Nepenthefili

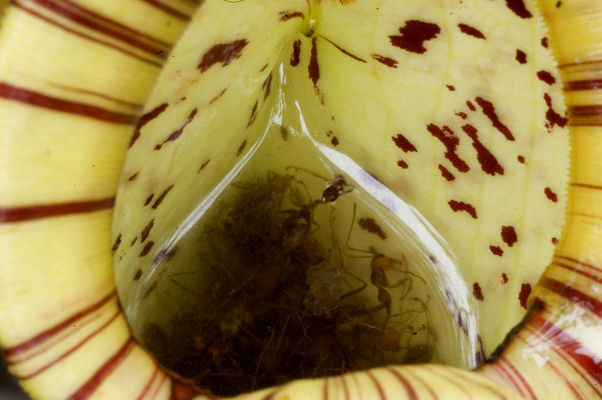
L'accumulo di prede, come nel caso di questo ascidio di Nepenthes rafflesiana, può attrarre i nepenthexeni.

I nepenthefili sono organismi che sono frequentemente trovati negli ascidi delle Nepenthes, ma che non sono completamente dipendenti da essi. La maggior parte degli animali che vivono negli ascidi ricadono in questa categoria. Esempi sono il ragno Misumenops nepenthicola che si nutre delle mosche catturate dalle Nepenthes, e il granchio Geosesarma malayanum.

### Nepenthexeni
I nepenthexeni sono animali che normalmente non sono associati alle Nepenthes, ma che solo occasionalmente si ritrovano all'interno degli ascidi della pianta. Si trovano generalmente se gli ascidi sono stracolmi di prede in putrefazione, che vengono colonizzate da larve di diverse specie di mosche.

## Biodiversità

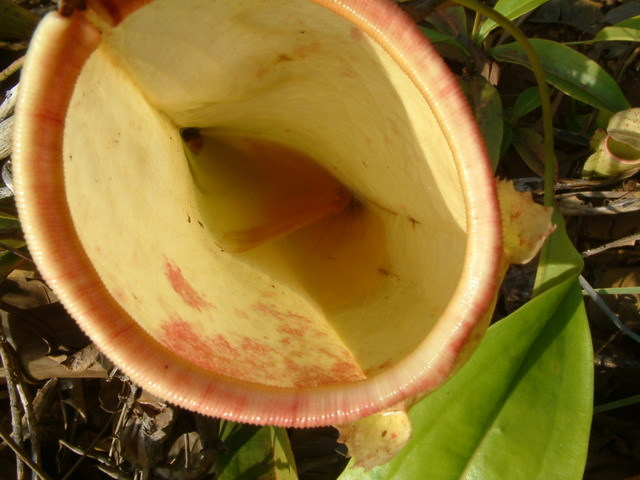
Falena catturata da un ascidio superiore di Nepenthes neoguineensis.

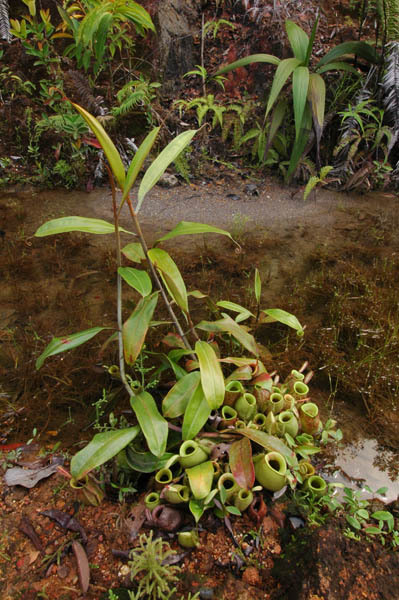
Nel 1991 è stato effettuato uno studio sui simbionti di Nepenthes ampullaria, una specie parzialmente detritivora.

Negli ascidi di Nepenthes ampullaria è stata riscontrata una grande diversità specifica di animali  :  
Saprofagi:
- Endonepenthia (Phoridae)
- Syrphidae

Filtratori:
- Aedes albopictus, Culex coerulescens, Culex hewitti, Culex navalis, Tripteroides nepenthis, Tripteroides tenax, Uranotaenia moultoni (Culicidae)

Detritivori:
- Anoetidae
- Dasyhelea, Forcipomyia (Ceratopogonidae)
- Chironomidae
- Harpacticoida
- Sciaridae

Nipping predators (possono nuotare nel fluido, le mandibole si muovono orizzontalmente le une contro le altre):
- Aedes brevitibia, Toxorhynchites indicus (Culicidae)
- Corethrella calathicola (Chaoboridae)

Hooking predators (possono solo strisciare, le mandibole si muovono verticalmente):
- Dolichopodidae
- Listodiplosis (Cecidomyiidae)
- Nepenthosyrphus (Syrphidae)

Predatori terrestri:
- Misumenops nepenthicola (Thomisidae)
- Thomisus nepenthifilus (Thomisidae) [4]
- Xenoplatyura (Mycetophilidae)

Ditteri nepenthebionti:
- Aedes brevitibia
- Chironomidae sp.
- Corethrella calathicola
- Culex hewitti
- Culex coerulescens
- Culex navalis
- Dasyhelea sp. (D. ampullariae, D. biseriata e altre)
- Dolichopodidae
- Endonepenthia
- Nepenthosyrphus
- Toxorhynchites indicus
- Tripteroides nepenthis
- Tripteroides tenax
- Uranotaenia moultoni